# Mark Lewis-Francis
Mark Anthony Lewis-Francis (Birmingham, 4 september 1982) is een Britse sprinter, die gespecialiseerd is in de 100 m. Zijn persoonlijk record op de 100 m bedraagt 10,04 s, dat hij in 2002 vestigde. Met 9,97 liep hij een jaar eerder in Edmonton weliswaar sneller, maar dit record is niet erkend wegens te veel rugwind. Hij nam eenmaal deel aan de Olympische Spelen, waar hij olympisch goud won op de 4 x 100 m estafette. Individueel scoorde hij tot nu tot altijd slechts bij internationale wedstrijden.

## Biografie

### Junioren
De sportcarrière van Mark Lewis-Francis begon voortvarend. Zijn eerste internationale succes behaalde hij met het winnen van een zilveren medaille op de Europese kampioenschappen voor junioren in 1999. Een jaar later miste hij de Olympische Spelen van Sydney, maar won in plaats hiervoor een gouden medaille op de wereldkampioenschappen voor junioren.
In 2001 werd Lewis-Francis Europees jeugdkampioen in de Italiaanse stad Grosseto. Met een tijd van 10,09 (te veel rugwind) versloeg hij de Duitser Tim Goebel (zilver; 10,18 s) en de Kroaat Igor Blaževic (brons; 10,31 s).

### Senioren
Op de Europese indoorkampioenschappen van 2002 in Edmonton behaalde Lewis-Francis een zilveren medaille op de 60 m. Met een tijd van 6,55 finishte hij achter zijn landgenoot Jason Gardener (goud; 6,49) en de Oekraïner Anatoliy Dovgal (brons; 6,62). Nadat Dwain Chambers geschorst werd wegens het gebruik van verboden middelen, werd hij de beste Britse sprinter.
Op de Olympische Spelen van 2004 in Athene nam hij deel aan de 100 m en de 4 x 100 m estafette. Op het individuele nummer sneuvelde hij in de halve finale met een vijfde plek in 10,28. Op de estafette verging het hem beter. Met zijn teamgenoten Jason Gardener, Darren Campbell, Marlon Devonish behaalde hij de finale, waarin hij als slotloper naar olympisch goud liep. Met een tijd van 38,07 versloeg het Britse viertal met een honderdste seconde voorsprong de ploeg uit Verenigde Staten (zilver). De Nigeriaanse estafetteploeg won een bronzen medaille.
Op de EK indoor van 2005 in Madrid won Mark Lewis-Francis zijn tweede zilveren medaille op de 60 m. Deze werd hem echter ontnomen, nadat bij hem sporen van cannabis aangetroffen werden. De Britse Olympische Associatie (BOA) schorste hem hiervoor voor alle toekomstige Olympische Spelen. In de zomer van 2006 werd deze schorsing echter opgeheven, nadat tijdens een hoorzitting bleek, dat hij de cannabis niet gebruikte om zijn prestaties te bevorderen.
Op de Europese kampioenschappen van 2010 liep Lewis-Francis naar een tweede plaats op de 100 m. Hiermee behaalde hij zijn eerste individuele medaille op een internationaal toernooi bij de senioren. Twee jaar later, bij hetzelfde toernooi deed hij het minder goed. Bij de 100 m kwam hij niet verder dan de halve finale. Bij de 4 x 100 m estafette kwam het Britse team niet over de finish in de finale.
Lewis-Francis is aangesloten bij de Birchfield Harriers.

## Titels
- Olympisch kampioen 4 x 100 m estafette - 2004
- Europees kampioen 4 x 100 m estafette - 2006
- Brits kampioen 60 m - 2003
- Brits kampioen 100 m - 2002
- Wereldjeugdkampioen 100 m - 2000
- Europees jeugdkampioen 100 m - 2001

## Persoonlijke records
Outdoor
| Onderdeel | Prestatie          | Datum       | Plaats       |
| --------- | ------------------ | ----------- | ------------ |
| 100 m     | 10,04 s (+0,4 m/s) | 5 juli 2002 | Parijs       |
| 200 m     | 20,89 s (+1,3 m/s) | 22 mei 2010 | Loughborough |

Indoor
| Onderdeel | Prestatie | Datum            | Plaats     |
| --------- | --------- | ---------------- | ---------- |
| 50 m      | 5,73 s    | 24 februari 2002 | Liévin     |
| 60 m      | 6,51 s    | 11 maart 2001    | Lissabon   |
| 100 m     | 10,34 s   | 6 februari 2003  | Birmingham |

## Prestatieontwikkeling
100 m
| Jaar     | 1998  | 1999  | 2000  | 2001  | 2002  | 2003  | 2004  | 2005  | 2006  | 2007  | 2009  | 2010  | 2011  | 2012  | 2013  | 2014  | 2015  |
| -------- | ----- | ----- | ----- | ----- | ----- | ----- | ----- | ----- | ----- | ----- | ----- | ----- | ----- | ----- | ----- | ----- | ----- |
| Tijd (s) | 10,49 | 10,31 | 10,10 | 10,12 | 10,04 | 10,07 | 10,12 | 10,13 | 10,16 | 10,17 | 10,37 | 10,15 | 10,19 | 10,32 | 10,13 | 10,30 | 10,56 |

## Prestaties

### 60 m
- 2001:  WK indoor - 6,51 s
- 2002:  EK indoor - 6,55 s
- 2003: 4e WK indoor - 6,57 s

### 100 m
Kampioenschappen
- 1999:  EK junioren B - 10,40 s (wind)
- 2000:  WJK - 10,12 s
- 2001:  EJK - 10,09 s (wind)
- 2001:  Europacup - 10,13 s
- 2002:  Engelse Gemenebest selectiewedstrijden - 10,07 s
- 2003:  Europacup - 10,22 s
- 2005:  Europacup - 10,10 s (wind)
- 2006: 5e EK - 10,16 s
- 2010:  EK - 10,18 s
- 2010:  Gemenebestspelen - 10,20 s
- 2012: 11e EK - 10,36 s

Golden League-podiumplek
- 2003:  Bislett Games – 10,12 s

### 4 x 100 m estafette
- 2004:  OS - 38,07 s
- 2005:  WK - 38,27 s
- 2006:  EK - 38,91 s
- 2006:  Wereldbeker - 38,45 s
- 2007:  WK - 37,90 s
- 2012: 8e EK - DNF

1912: Jacobs, Macintosh, d'Arcy, Applegarth ·
1920: Paddock, Scholz, Murchison, Kirksey ·
1924: Clarke, Hussey, Leconey, Murchison ·
1928: Wykoff, Quinn, Borah, Russell ·
1932: Kiesel, Toppino, Dyer, Wykoff ·
1936: Owens, Metcalfe, Draper, Wykoff ·
1948: Ewell, Wright, Dillard, Patton ·
1952: Smith, Dillard, Remigino, Stanfield ·
1956: Murchison, King, Baker, Morrow ·
1960: Cullmann, Hary, Mahlendorf, Lauer ·
1964: Drayton, Ashworth, Stebbins, Hayes ·
1968: Greene, Pender, Smith, Hines ·
1972: Black, Taylor, Tinker, Hart ·
1976: Glance, Jones, Hampton, Riddick ·
1980: Moeravjov, Sidorov, Prokofjev, Aksinin ·
1984: Graddy, Brown, Smith, Lewis ·
1988: Bryzgin, Krylov, Moeravjov, Savin ·
1992: Marsh, Burrell, Mitchell, Lewis ·
1996: Esmie, Gilbert, Surin, Bailey ·
2000: Drummond, Williams, Lewis, Greene ·
2004: Gardener, Campbell, Devonish, Lewis-Francis ·
2008: Bledman, Burns, Callender, Thompson ·
2012: Carter, Frater, Blake, Bolt ·
2016: Powell, Blake, Ashmeade, Bolt ·
2020: Desalu, Jacobs, Patta, Tortu ·
2024: Brown, Blake, Rodney, De Grasse